# Deutschland Tour 2018
Die 11. Deutschland Tour war ein Etappenrennen im Straßenradsport. Sie fand vom 23. bis 26. August 2018 statt. Der Wettbewerb war Teil der UCI Europe Tour 2018 und dort in UCI-Kategorie 2.1 klassifiziert. 
Gesamtsieger wurde der Slowene Matej Mohorič vom Team Bahrain-Merida, vor den Deutschen Nils Politt (Katusha Alpecin) und Maximilian Schachmann (Quick-Step Floors), die sechs und zwölf Sekunden Rückstand hatten. Mohorič gewann auch die Punktewertung und die Nachwuchswertung. Die Bergwertung gewann der US-Amerikaner Robin Carpenter (Rally Cycling).
Die erste Etappe gewann im Massensprint Schachmanns Teamkollege Álvaro Hodeg (Kolumbien) vor dem Deutschen Straßenmeister Pascal Ackermann. Schachmann übernahm die Führung durch den Sprintsieg einer vierköpfigen Ausreißergruppe auf der zweiten Etappe. Ihm folgte Mohorič der den Sprint eines größeren Vorderfeld auf der dritten Etappe gewann. Die Abschlussetappe gewann Politt im Sprint einer 15-köpfigen Gruppe.
Nach zehn Jahren Pause nach der Deutschland Tour 2008 wurde die Rundfahrt zunächst auf vier Tage ausgelegt. Veranstalterin war die Amaury Sport Organisation (ASO), die auch die Tour de France und andere große Rennen organisiert. Die ASO hat eine Vereinbarung mit dem Bund Deutscher Radfahrer über zehn Jahre abgeschlossen, in denen die Tour auf eine Woche verlängert werden soll. Unter der Marke Deutschland. Deine Tour. wollte die ASO neue Wege bei der Entwicklung der Veranstaltung gehen. Die Fans konnten auf einer Internet-Plattform Ideen für Streckenplanung und Rahmenprogramm einbringen.
Startort der Deutschland-Tour war Koblenz, Zielort war Stuttgart. Im Februar 2018 wurden Bonn, Trier, Merzig, Lorsch und Stuttgart als Etappenorte bekannt gegeben. Am 2. März 2018 wurden Einzelheiten zur Strecke vorgestellt.

## Teams und Fahrer
Es nahmen 131 Fahrer in 22 Mannschaften zu je 6 Startern – mit Ausnahme von Team Sunweb, die mit 5 Fahrern starteten – an der Rundfahrt teil. Als Rennen der UCI-Kategorie 2.1 waren World Tour Teams, Professional Continental Teams, Continental Teams sowie Nationalmannschaften startberechtigt. Zu den Startern gehörten vier deutsche UCI Continental Teams. Qualifiziert hatten sich die beiden bestplatzierten Mannschaften in der Rangliste der UCI Europe Tour 2018 und der Rad-Bundesliga zum Stichtag 2. Juli 2018.
| WorldTeams (11)- AG2R La Mondiale - Bahrain-Merida - BMC Racing Team - Bora-Hansgrohe - Dimension Data - Katusha-Alpecin - Lotto Soudal - Movistar Team - Quick-Step Floors - Sky - Team Sunweb Professional Continental Teams (6)- Fortuneo-Samsic - Gazprom-RusVelo - Israel Cycling Academy - Rally Cycling - Roompot-Nederlandse Loterij - Wanty-Groupe Gobert Continental Teams (5)- Dauner D&DQ-Akkon - Heizomat Rad-Net.De - Leopard - Lotto-Kern-Haus - Team Sauerland NRW p/b SKS GERMANY |
| |

## Etappenplan
| Etappe    | Datum    | Etappenorte        | type                 | Länge (km) | Etappensieger         | Gesamtführender       |
| --------- | -------- | ------------------ | -------------------- | ---------- | --------------------- | --------------------- |
| 1. Etappe | 23. Aug. | Koblenz – Bonn     | Hügelige Etappe      | 157        | Álvaro Hodeg          | Álvaro Hodeg          |
| 2. Etappe | 24. Aug. | Bonn – Trier       | Mittelschwere Etappe | 196        | Maximilian Schachmann | Maximilian Schachmann |
| 3. Etappe | 25. Aug. | Trier – Merzig     | Mittelschwere Etappe | 177        | Matej Mohorič         | Matej Mohorič         |
| 4. Etappe | 26. Aug. | Lorsch – Stuttgart | Mittelschwere Etappe | 207        | Nils Politt           | Matej Mohorič         |

## Etappenergebnisse

### 1. Etappe
| \| Etappenergebnis \| Etappenergebnis \| Etappenergebnis \| Etappenergebnis \| Etappenergebnis \| \| Fahrer \| Fahrer \| Land \| Team \| Zeit \| \| --------------- \| --------------------------- \| ------------------ \| ---------------------------------- \| --------------- \| \| 1. \| Álvaro Hodeg \| Kolumbien \| Quick-Step Floors \| 2 h 42 min 25 s \| \| 2. \| Pascal Ackermann \| Deutschland \| Bora-Hansgrohe \| + 0 s \| \| 3. \| Niccolò Bonifazio \| Italien \| Bahrain-Merida \| + 0 s \| \| 4. \| Reinardt Janse van Rensburg \| Südarfika \| Dimension Data \| + 0 s \| \| 5. \| Alexander Krieger \| Deutschland \| Leopard Pro Cycling \| + 0 s \| \| 6. \| André Greipel \| Deutschland \| Lotto-Soudal \| + 0 s \| \| 7. \| Aaron Grosser \| Deutschland \| Team Sauerland NRW p/b SKS Germany \| + 0 s \| \| 8. \| Colin Joyce \| Vereinigte Staaten \| Rally Cycling \| + 0 s \| \| 9. \| Rick Zabel \| Deutschland \| Katusha-Alpecin \| + 0 s \| \| 10. \| Kristian Sbaragli \| Italien \| Israel Cycling Academy \| + 0 s \| |                             |                    |                                    |                 |
| |                             |                    |                                    |                 |
| Quelle: ProCyclingStats |                             |                    |                                    |                 |
| Etappenergebnis |                             |                    |                                    |                 |
| Fahrer | Fahrer                      | Land               | Team                               | Zeit            |
| 1. | Álvaro Hodeg                | Kolumbien          | Quick-Step Floors                  | 2 h 42 min 25 s |
| 2. | Pascal Ackermann            | Deutschland        | Bora-Hansgrohe                     | + 0 s           |
| 3. | Niccolò Bonifazio           | Italien            | Bahrain-Merida                     | + 0 s           |
| 4. | Reinardt Janse van Rensburg | Südarfika          | Dimension Data                     | + 0 s           |
| 5. | Alexander Krieger           | Deutschland        | Leopard Pro Cycling                | + 0 s           |
| 6. | André Greipel               | Deutschland        | Lotto-Soudal                       | + 0 s           |
| 7. | Aaron Grosser               | Deutschland        | Team Sauerland NRW p/b SKS Germany | + 0 s           |
| 8. | Colin Joyce                 | Vereinigte Staaten | Rally Cycling                      | + 0 s           |
| 9. | Rick Zabel                  | Deutschland        | Katusha-Alpecin                    | + 0 s           |
| 10. | Kristian Sbaragli           | Italien            | Israel Cycling Academy             | + 0 s           |

| \| Gesamtwertung \| Gesamtwertung \| Gesamtwertung \| Gesamtwertung \| Gesamtwertung \| \| Fahrer \| Fahrer \| Land \| Team \| Zeit \| \| ------------- \| --------------------------- \| ------------- \| ---------------------------------- \| --------------- \| \| 1. \| Álvaro Hodeg \| Kolumbien \| Quick-Step Floors \| 3 h 34 min 58 s \| \| 2. \| Pascal Ackermann \| Deutschland \| Bora-Hansgrohe \| + 4 s \| \| 3. \| Niccolò Bonifazio \| Italien \| Bahrain-Merida \| + 6 s \| \| 4. \| Jens Reynders \| Belgien \| Leopard Pro Cycling \| + 7 s \| \| 5. \| Jorge Arcas \| Spanien \| Movistar Team \| + 8 s \| \| 6. \| Kévin Van Melsen \| Belgien \| Wanty-Groupe Gobert \| + 9 s \| \| 7. \| Reinardt Janse van Rensburg \| Südarfika \| Dimension Data \| + 10 s \| \| 8. \| Alexander Krieger \| Deutschland \| Leopard Pro Cycling \| + 10 s \| \| 9. \| André Greipel \| Deutschland \| Lotto-Soudal \| + 10 s \| \| 10. \| Aaron Grosser \| Deutschland \| Team Sauerland NRW p/b SKS Germany \| + 10 s \| |                             |             |                                    |                 |
| |                             |             |                                    |                 |
| Quelle: ProCyclingStats |                             |             |                                    |                 |
| Gesamtwertung |                             |             |                                    |                 |
| Fahrer | Fahrer                      | Land        | Team                               | Zeit            |
| 1. | Álvaro Hodeg                | Kolumbien   | Quick-Step Floors                  | 3 h 34 min 58 s |
| 2. | Pascal Ackermann            | Deutschland | Bora-Hansgrohe                     | + 4 s           |
| 3. | Niccolò Bonifazio           | Italien     | Bahrain-Merida                     | + 6 s           |
| 4. | Jens Reynders               | Belgien     | Leopard Pro Cycling                | + 7 s           |
| 5. | Jorge Arcas                 | Spanien     | Movistar Team                      | + 8 s           |
| 6. | Kévin Van Melsen            | Belgien     | Wanty-Groupe Gobert                | + 9 s           |
| 7. | Reinardt Janse van Rensburg | Südarfika   | Dimension Data                     | + 10 s          |
| 8. | Alexander Krieger           | Deutschland | Leopard Pro Cycling                | + 10 s          |
| 9. | André Greipel               | Deutschland | Lotto-Soudal                       | + 10 s          |
| 10. | Aaron Grosser               | Deutschland | Team Sauerland NRW p/b SKS Germany | + 10 s          |

### 2. Etappe
| \| Etappenergebnis \| Etappenergebnis \| Etappenergebnis \| Etappenergebnis \| Etappenergebnis \| \| Fahrer \| Fahrer \| Land \| Team \| Zeit \| \| --------------- \| --------------------------- \| --------------- \| ------------------- \| --------------- \| \| 1. \| Maximilian Schachmann \| Deutschland \| Quick-Step Floors \| 4 h 50 min 36 s \| \| 2. \| Matej Mohorič \| Slowenien \| Bahrain-Merida \| + 0 s \| \| 3. \| Tom Dumoulin \| Niederlande \| Team Sunweb \| + 0 s \| \| 4. \| Nils Politt \| Deutschland \| Katusha-Alpecin \| + 0 s \| \| 5. \| Reinardt Janse van Rensburg \| Südarfika \| Dimension Data \| + 8 s \| \| 6. \| Pieter Vanspeybrouck \| Belgien \| Wanty-Groupe Gobert \| + 8 s \| \| 7. \| Frederik Backaert \| Belgien \| Wanty-Groupe Gobert \| + 10 s \| \| 8. \| Damiano Caruso \| Italien \| BMC Racing Team \| + 12 s \| \| 9. \| Odd Christian Eiking \| Norwegen \| Wanty-Groupe Gobert \| + 12 s \| \| 10. \| Patrick Konrad \| Österreich \| Bora-Hansgrohe \| + 12 s \| |                             |             |                     |                 |
| |                             |             |                     |                 |
| Quelle: ProCyclingStats |                             |             |                     |                 |
| Etappenergebnis |                             |             |                     |                 |
| Fahrer | Fahrer                      | Land        | Team                | Zeit            |
| 1. | Maximilian Schachmann       | Deutschland | Quick-Step Floors   | 4 h 50 min 36 s |
| 2. | Matej Mohorič               | Slowenien   | Bahrain-Merida      | + 0 s           |
| 3. | Tom Dumoulin                | Niederlande | Team Sunweb         | + 0 s           |
| 4. | Nils Politt                 | Deutschland | Katusha-Alpecin     | + 0 s           |
| 5. | Reinardt Janse van Rensburg | Südarfika   | Dimension Data      | + 8 s           |
| 6. | Pieter Vanspeybrouck        | Belgien     | Wanty-Groupe Gobert | + 8 s           |
| 7. | Frederik Backaert           | Belgien     | Wanty-Groupe Gobert | + 10 s          |
| 8. | Damiano Caruso              | Italien     | BMC Racing Team     | + 12 s          |
| 9. | Odd Christian Eiking        | Norwegen    | Wanty-Groupe Gobert | + 12 s          |
| 10. | Patrick Konrad              | Österreich  | Bora-Hansgrohe      | + 12 s          |

| \| Gesamtwertung \| Gesamtwertung \| Gesamtwertung \| Gesamtwertung \| Gesamtwertung \| \| Fahrer \| Fahrer \| Land \| Team \| Zeit \| \| ------------- \| --------------------------- \| ------------- \| --------------------------- \| --------------- \| \| 1. \| Maximilian Schachmann \| Deutschland \| Quick-Step Floors \| 8 h 25 min 34 s \| \| 2. \| Matej Mohorič \| Slowenien \| Bahrain-Merida \| + 4 s \| \| 3. \| Tom Dumoulin \| Niederlande \| Team Sunweb \| + 4 s \| \| 4. \| Nils Politt \| Deutschland \| Katusha-Alpecin \| + 10 s \| \| 5. \| Reinardt Janse van Rensburg \| Südarfika \| Dimension Data \| + 18 s \| \| 6. \| Pieter Vanspeybrouck \| Belgien \| Wanty-Groupe Gobert \| + 18 s \| \| 7. \| Damiano Caruso \| Italien \| BMC Racing Team \| + 19 s \| \| 8. \| Frederik Backaert \| Belgien \| Wanty-Groupe Gobert \| + 20 s \| \| 9. \| Romain Bardet \| Frankreich \| AG2R La Mondiale \| + 21 s \| \| 10. \| Nick van der Lijke \| Niederlande \| Roompot-Nederlandse Loterij \| + 22 s \| |                             |             |                             |                 |
| |                             |             |                             |                 |
| Quelle: ProCyclingStats |                             |             |                             |                 |
| Gesamtwertung |                             |             |                             |                 |
| Fahrer | Fahrer                      | Land        | Team                        | Zeit            |
| 1. | Maximilian Schachmann       | Deutschland | Quick-Step Floors           | 8 h 25 min 34 s |
| 2. | Matej Mohorič               | Slowenien   | Bahrain-Merida              | + 4 s           |
| 3. | Tom Dumoulin                | Niederlande | Team Sunweb                 | + 4 s           |
| 4. | Nils Politt                 | Deutschland | Katusha-Alpecin             | + 10 s          |
| 5. | Reinardt Janse van Rensburg | Südarfika   | Dimension Data              | + 18 s          |
| 6. | Pieter Vanspeybrouck        | Belgien     | Wanty-Groupe Gobert         | + 18 s          |
| 7. | Damiano Caruso              | Italien     | BMC Racing Team             | + 19 s          |
| 8. | Frederik Backaert           | Belgien     | Wanty-Groupe Gobert         | + 20 s          |
| 9. | Romain Bardet               | Frankreich  | AG2R La Mondiale            | + 21 s          |
| 10. | Nick van der Lijke          | Niederlande | Roompot-Nederlandse Loterij | + 22 s          |

### 3. Etappe
| \| Etappenergebnis \| Etappenergebnis \| Etappenergebnis \| Etappenergebnis \| Etappenergebnis \| \| Fahrer \| Fahrer \| Land \| Team \| Zeit \| \| --------------- \| --------------------------- \| --------------- \| --------------------------- \| --------------- \| \| 1. \| Matej Mohorič \| Slowenien \| Bahrain-Merida \| 4 h 12 min 28 s \| \| 2. \| Nils Politt \| Deutschland \| Katusha-Alpecin \| + 0 s \| \| 3. \| Pieter Vanspeybrouck \| Belgien \| Wanty-Groupe Gobert \| + 0 s \| \| 4. \| Jasha Sütterlin \| Deutschland \| Movistar Team \| + 0 s \| \| 5. \| Nick van der Lijke \| Niederlande \| Roompot-Nederlandse Loterij \| + 0 s \| \| 6. \| Wassil Kiryjenka \| Belarus \| Team Sky \| + 0 s \| \| 7. \| Maximilian Schachmann \| Deutschland \| Quick-Step Floors \| + 0 s \| \| 8. \| Guillaume Martin \| Frankreich \| Wanty-Groupe Gobert \| + 0 s \| \| 9. \| Reinardt Janse van Rensburg \| Südarfika \| Dimension Data \| + 0 s \| \| 10. \| Jürgen Roelandts \| Belgien \| BMC Racing Team \| + 0 s \| |                             |             |                             |                 |
| |                             |             |                             |                 |
| Quelle: ProCyclingStats |                             |             |                             |                 |
| Etappenergebnis |                             |             |                             |                 |
| Fahrer | Fahrer                      | Land        | Team                        | Zeit            |
| 1. | Matej Mohorič               | Slowenien   | Bahrain-Merida              | 4 h 12 min 28 s |
| 2. | Nils Politt                 | Deutschland | Katusha-Alpecin             | + 0 s           |
| 3. | Pieter Vanspeybrouck        | Belgien     | Wanty-Groupe Gobert         | + 0 s           |
| 4. | Jasha Sütterlin             | Deutschland | Movistar Team               | + 0 s           |
| 5. | Nick van der Lijke          | Niederlande | Roompot-Nederlandse Loterij | + 0 s           |
| 6. | Wassil Kiryjenka            | Belarus     | Team Sky                    | + 0 s           |
| 7. | Maximilian Schachmann       | Deutschland | Quick-Step Floors           | + 0 s           |
| 8. | Guillaume Martin            | Frankreich  | Wanty-Groupe Gobert         | + 0 s           |
| 9. | Reinardt Janse van Rensburg | Südarfika   | Dimension Data              | + 0 s           |
| 10. | Jürgen Roelandts            | Belgien     | BMC Racing Team             | + 0 s           |

| \| Gesamtwertung \| Gesamtwertung \| Gesamtwertung \| Gesamtwertung \| Gesamtwertung \| \| Fahrer \| Fahrer \| Land \| Team \| Zeit \| \| ------------- \| --------------------------- \| ------------- \| --------------------------- \| ---------------- \| \| 1. \| Matej Mohorič \| Slowenien \| Bahrain-Merida \| 12 h 37 min 56 s \| \| 2. \| Maximilian Schachmann \| Deutschland \| Quick-Step Floors \| + 6 s \| \| 3. \| Nils Politt \| Deutschland \| Katusha-Alpecin \| + 10 s \| \| 4. \| Tom Dumoulin \| Niederlande \| Team Sunweb \| + 10 s \| \| 5. \| Pieter Vanspeybrouck \| Belgien \| Wanty-Groupe Gobert \| + 20 s \| \| 6. \| Reinardt Janse van Rensburg \| Südarfika \| Dimension Data \| + 24 s \| \| 7. \| Damiano Caruso \| Italien \| BMC Racing Team \| + 25 s \| \| 8. \| Warren Barguil \| Frankreich \| Fortuneo-Samsic \| + 25 s \| \| 9. \| Frederik Backaert \| Belgien \| Wanty-Groupe Gobert \| + 26 s \| \| 10. \| Pieter Weening \| Niederlande \| Roompot-Nederlandse Loterij \| + 26 s \| |                             |             |                             |                  |
| |                             |             |                             |                  |
| Quelle: ProCyclingStats |                             |             |                             |                  |
| Gesamtwertung |                             |             |                             |                  |
| Fahrer | Fahrer                      | Land        | Team                        | Zeit             |
| 1. | Matej Mohorič               | Slowenien   | Bahrain-Merida              | 12 h 37 min 56 s |
| 2. | Maximilian Schachmann       | Deutschland | Quick-Step Floors           | + 6 s            |
| 3. | Nils Politt                 | Deutschland | Katusha-Alpecin             | + 10 s           |
| 4. | Tom Dumoulin                | Niederlande | Team Sunweb                 | + 10 s           |
| 5. | Pieter Vanspeybrouck        | Belgien     | Wanty-Groupe Gobert         | + 20 s           |
| 6. | Reinardt Janse van Rensburg | Südarfika   | Dimension Data              | + 24 s           |
| 7. | Damiano Caruso              | Italien     | BMC Racing Team             | + 25 s           |
| 8. | Warren Barguil              | Frankreich  | Fortuneo-Samsic             | + 25 s           |
| 9. | Frederik Backaert           | Belgien     | Wanty-Groupe Gobert         | + 26 s           |
| 10. | Pieter Weening              | Niederlande | Roompot-Nederlandse Loterij | + 26 s           |

### 4. Etappe
| \| Etappenergebnis \| Etappenergebnis \| Etappenergebnis \| Etappenergebnis \| Etappenergebnis \| \| Fahrer \| Fahrer \| Land \| Team \| Zeit \| \| --------------- \| --------------------------- \| --------------- \| --------------------------- \| --------------- \| \| 1. \| Nils Politt \| Deutschland \| Katusha-Alpecin \| 4 h 49 min 20 s \| \| 2. \| Matej Mohorič \| Slowenien \| Bahrain-Merida \| + 0 s \| \| 3. \| Damiano Caruso \| Italien \| BMC Racing Team \| + 0 s \| \| 4. \| Nick van der Lijke \| Niederlande \| Roompot-Nederlandse Loterij \| + 0 s \| \| 5. \| Reinardt Janse van Rensburg \| Südarfika \| Dimension Data \| + 0 s \| \| 6. \| Romain Bardet \| Frankreich \| AG2R La Mondiale \| + 0 s \| \| 7. \| Alexis Vuillermoz \| Frankreich \| AG2R La Mondiale \| + 0 s \| \| 8. \| Warren Barguil \| Frankreich \| Fortuneo-Samsic \| + 0 s \| \| 9. \| Patrick Konrad \| Österreich \| Bora-Hansgrohe \| + 0 s \| \| 10. \| Maximilian Schachmann \| Deutschland \| Quick-Step Floors \| + 0 s \| |                             |             |                             |                 |
| |                             |             |                             |                 |
| Quelle: ProCyclingStats |                             |             |                             |                 |
| Etappenergebnis |                             |             |                             |                 |
| Fahrer | Fahrer                      | Land        | Team                        | Zeit            |
| 1. | Nils Politt                 | Deutschland | Katusha-Alpecin             | 4 h 49 min 20 s |
| 2. | Matej Mohorič               | Slowenien   | Bahrain-Merida              | + 0 s           |
| 3. | Damiano Caruso              | Italien     | BMC Racing Team             | + 0 s           |
| 4. | Nick van der Lijke          | Niederlande | Roompot-Nederlandse Loterij | + 0 s           |
| 5. | Reinardt Janse van Rensburg | Südarfika   | Dimension Data              | + 0 s           |
| 6. | Romain Bardet               | Frankreich  | AG2R La Mondiale            | + 0 s           |
| 7. | Alexis Vuillermoz           | Frankreich  | AG2R La Mondiale            | + 0 s           |
| 8. | Warren Barguil              | Frankreich  | Fortuneo-Samsic             | + 0 s           |
| 9. | Patrick Konrad              | Österreich  | Bora-Hansgrohe              | + 0 s           |
| 10. | Maximilian Schachmann       | Deutschland | Quick-Step Floors           | + 0 s           |

## Gesamtwertung
| \| Gesamtwertung \| Gesamtwertung \| Gesamtwertung \| Gesamtwertung \| Gesamtwertung \| \| Fahrer \| Fahrer \| Land \| Team \| Zeit \| \| ------------- \| --------------------------- \| ------------- \| --------------------------- \| ---------------- \| \| 1. \| Matej Mohorič \| Slowenien \| Bahrain-Merida \| 17 h 27 min 10 s \| \| 2. \| Nils Politt \| Deutschland \| Katusha-Alpecin \| + 6 s \| \| 3. \| Maximilian Schachmann \| Deutschland \| Quick-Step Floors \| + 12 s \| \| 4. \| Tom Dumoulin \| Niederlande \| Team Sunweb \| + 16 s \| \| 5. \| Damiano Caruso \| Italien \| BMC Racing Team \| + 26 s \| \| 6. \| Warren Barguil \| Frankreich \| Fortuneo-Samsic \| + 28 s \| \| 7. \| Reinardt Janse van Rensburg \| Südarfika \| Dimension Data \| + 30 s \| \| 8. \| Romain Bardet \| Frankreich \| AG2R La Mondiale \| + 31 s \| \| 9. \| Guillaume Martin \| Frankreich \| Wanty-Groupe Gobert \| + 33 s \| \| 10. \| Nick van der Lijke \| Niederlande \| Roompot-Nederlandse Loterij \| + 34 s \| |                             |             |                             |                  |
| |                             |             |                             |                  |
| Quelle: ProCyclingStats |                             |             |                             |                  |
| Gesamtwertung |                             |             |                             |                  |
| Fahrer | Fahrer                      | Land        | Team                        | Zeit             |
| 1. | Matej Mohorič               | Slowenien   | Bahrain-Merida              | 17 h 27 min 10 s |
| 2. | Nils Politt                 | Deutschland | Katusha-Alpecin             | + 6 s            |
| 3. | Maximilian Schachmann       | Deutschland | Quick-Step Floors           | + 12 s           |
| 4. | Tom Dumoulin                | Niederlande | Team Sunweb                 | + 16 s           |
| 5. | Damiano Caruso              | Italien     | BMC Racing Team             | + 26 s           |
| 6. | Warren Barguil              | Frankreich  | Fortuneo-Samsic             | + 28 s           |
| 7. | Reinardt Janse van Rensburg | Südarfika   | Dimension Data              | + 30 s           |
| 8. | Romain Bardet               | Frankreich  | AG2R La Mondiale            | + 31 s           |
| 9. | Guillaume Martin            | Frankreich  | Wanty-Groupe Gobert         | + 33 s           |
| 10. | Nick van der Lijke          | Niederlande | Roompot-Nederlandse Loterij | + 34 s           |

## Wertungen im Tourverlauf
| Etappe         | Etappensieger         | Gesamtwertung         | Punktewertung         | Bergwertung      | Nachwuchswertung      | Teamwertung          |
| -------------- | --------------------- | --------------------- | --------------------- | ---------------- | --------------------- | -------------------- |
| 1              | Álvaro Hodeg          | Álvaro Hodeg          | Álvaro Hodeg          | Kévin Van Melsen | Álvaro Hodeg          | Team Katusha Alpecin |
| 2              | Maximilian Schachmann | Maximilian Schachmann | Maximilian Schachmann | Gaëtan Pons      | Maximilian Schachmann | Wanty-Groupe Gobert  |
| 3              | Matej Mohorič         | Matej Mohorič         | Matej Mohorič         | Robin Carpenter  | Matej Mohorič         | Wanty-Groupe Gobert  |
| 4              | Nils Politt           | Matej Mohorič         | Matej Mohorič         | Robin Carpenter  | Matej Mohorič         | AG2R La Mondiale     |
| Wertungssieger | Wertungssieger        | Matej Mohorič         | Matej Mohorič         | Robin Carpenter  | Matej Mohorič         | AG2R La Mondiale     |